# سان تی‌وی
سان تی‌وی (انگلیسی: Sun TV) شرکت رسانه‌ای هندی است، که در سال ۱۹۹۲ توسط کالانیتی ماران تأسیس شد.